# Ciąg superrosnący
Ciąg superrosnący – ciąg {\displaystyle (a_{n}),} którego każdy wyraz jest większy od sumy wcześniejszych wyrazów ciągu:
{\displaystyle a_{k}>\sum _{i=0}^{k-1}a_{i}.}
Przykładem takiego ciągu jest ciąg potęg dwójki: {\displaystyle (1,2,4,8,16,\dots ).}
Ciągi superrosnące mają zastosowanie w kryptografii, w szczególności w algorytmie Merkle-Hellmana bazującym na problemie plecakowym.